# Kapciuhi
Kapciuhi (biał. Капцюгі; ros. Каптюги, Kaptiugi) – wieś na Białorusi, w obwodzie witebskim, w rejonie dokszyckim, w sielsowiecie Berezyna. W 2019 roku była niezamieszkana.